# فرانت‌من
هوانگ این هو (کره‌ای: 황인호) که با عنوان فرانت‌من (انگلیسی: Front Man) نیز شناخته می‌شود، هماورد اصلی مجموعهٔ نتفلیکس بازی مرکب است. او در رأس سلسله‌مراتب برگزارکنندگان بازی قرار دارد و مسئول آغاز، نظارت و مدیریت رقابت‌هایی است که در آن افراد بدهکار برای دریافت جایزه‌ای به مبلغ ۴۵٫۶ میلیارد وون با یکدیگر رقابت می‌کنند.
این هو پیش‌تر یک افسر پلیس بود که در سال ۲۰۱۵ با عنوان بازیکن ۱۳۲ در بازی‌ها شرکت کرد و برنده شد. پس از آن، از زندگی پیشین خود ناپدید شد و نقش فرانت‌من را بر عهده گرفت. او یک برادر ناتنی کوچک‌تر به نام هوانگ جون هو دارد که او نیز افسر پلیس است و در فصل اول برای یافتن برادر گمشده‌اش، به‌طور مخفیانه وارد محل برگزاری بازی‌ها شد.
در فصل نخست، فرانت‌من عمدتاً در حال نظارت بر روند اجرای بازی‌ها و سازماندهی آن‌ها دیده می‌شود. اما در فصل دوم، او با عنوان بازیکن ۰۰۱ و با نام جعلی اوه یونگ ایل (کره‌ای: 오영일) در بازی‌ها ظاهر می‌شود تا نقشه‌های سونگ گی هون را ناکام بگذارد.
شخصیت فرانت‌من توسط هوانگ دونگ هیوک خلق شده و لی بیونگ هون نقش او را ایفا کرده است. لی بیونگ هون همچنین در توسعهٔ این شخصیت مشارکت داشته است. در نسخهٔ دوبلهٔ انگلیسی، تام چوی صداپیشگی این شخصیت را بر عهده دارد.

## ایده‌پردازی و نگارش
شخصیت فرانت‌من توسط خالق مجموعهٔ بازی مرکب، هوانگ دونگ هیوک طراحی شد و لی بیونگ هون نقش او را ایفا کرد. لی حضور خود در فصل نخست را بیشتر به یک «حضور افتخاری» تشبیه کرده است، زیرا این شخصیت فاقد پیش‌زمینهٔ داستانی بود و در تبلیغات فصل نخست نیز حضور نداشت. اما در فصل دوم، نقش او برجسته‌تر شد و حضور پررنگ‌تری در روایت پیدا کرد. از آن‌جا که شخصیت فرانت‌من در فصل نخست هنوز به‌طور کامل شکل نگرفته بود، لی و هوانگ برای ساخت پیشینه‌ای منسجم و جامع با یکدیگر همکاری کردند تا روایتی کامل‌تر از او ارائه دهند. هوانگ اظهار داشت که از نتیجهٔ نهایی راضی بوده و تصمیم فرانت‌من برای تبدیل شدن به یکی از بازیکنان را مهم‌ترین عنصر در فصل دوم دانسته است.
لی بیان کرده است که شخصیت فرانت‌من سه بُعد مجزا دارد: هوانگ این هو (هویت واقعی)، فرانت‌من (نقش اجرایی و مرموز او در بازی) و اوه یونگ ایل (هویت جعلی او به‌عنوان بازیکن)، که هرکدام ظرافت‌های بازیگری متفاوتی را می‌طلبند. لی اجرای این نقش را «سرگرم‌کننده‌ترین» تجربهٔ بازیگری خود دانسته، اما همچنین آن را به لحاظ حفظ تعادل بین این وجوه شخصیتی، چالش‌برانگیز توصیف کرده است. او به‌طور خاص به صحنه‌ای اشاره کرد که در آن، برای نجات جان خود و جونگ به، ناچار به کشتن مردی دیگر می‌شود. لی این صحنه را لحظه‌ای توأم از «طیفی از احساسات متضاد» توصیف کرد، چرا که هر سه جنبهٔ شخصیتش در آن لحظه نمایان می‌شود. لی همچنین با هوانگ همکاری نزدیکی داشت تا تعادلی میان وجه «کاریزماتیک و هراس‌انگیز» شخصیت برقرار شود. لی توصیف می‌کند که فرانت‌من می‌خواهد سونگ گی هون را متقاعد کند که دیدگاه بدبینانه‌اش نسبت به جهان را بپذیرد. به گفتهٔ او، اگرچه فرانت‌من برای تغییر ذهن گی هون وارد بازی شد، اما امید گی هون به انسانیت باعث شد که تا اندازه‌ای دیدگاه خودش نیز تغییر کند و او را به یاد خود گذشته‌اش بیندازد. لی معتقد است که این شخصیت احتمالاً در مورد کشتن جونگ به دچار تضاد درونی بوده، اما نقاب فرانت‌من در نهایت غلبه کرده است، چون این اقدام افراطی‌ترین راه برای نشان دادن اشتباه بودن باورهای گی هون بود.
در نسخهٔ دوبلهٔ انگلیسی، تام چوی، صداپیشگی شخصیت نقاب‌دار فرانت‌من را بر عهده دارد.

## بازخوردها
نویسندگان وبگاه گیزمودو، ژرمن لوسیه و شرل ادی از «دورویی حساب‌شده و هوشمندانه» شخصیت فرانت‌من تمجید کردند و آن را نقشی «چالش‌برانگیز و غنی» دانستند که فرصت درخشانی برای هنرنمایی لی بیونگ هون فراهم کرده است. ترس لاکسن از وبگاه کالیدر نیز نوشت که لی «به خوبی در نقش خیانت‌کار بازی‌ها فرومی‌رود» و تفسیر او از این شخصیت به‌گونه‌ای است که «مرز بین فرانت‌من و هوانگ این هو مبهم است؛ گاهی احساس می‌کنیم با خود این هو طرف هستیم… اما گاهی نیز به‌نظر می‌رسد که با فرانت‌من روبه‌روایم.»